# Olga af Grækenland, hertuginde af Apulien
 Der er flere personer med dette navn, se Olga af Grækenland.
Olga af Savoyen-Aosta, hertuginde af Aosta (født prinsesse Olga af Grækenland) (græsk: Πριγκίπισσα Όλγα της Ελλάδας), født 17. november 1971) er ældste datter af forfatteren prins Michael af Grækenland og hans gemalinde Marina Karella.
Hun blev gift den 27. september 2008 på Patmos med den italienske prins Aimone af Savoyen-Aosta, hertug af Apulien. Parret har tre børn:
1. Umberto af Savoyen-Aosta, fyrste af Piedmont (født 7. marts 2009)
2. Amedeo af Savoyen-Aosta, hertug af Abruzzi (24. maj 2011)
3. Isabella af Savoyen-Aosta (født 14. december 2012)